# Dendryphantes rafalskii
Dendryphantes rafalskii is een spinnensoort in de taxonomische indeling van de springspinnen (Salticidae).
Het dier behoort tot het geslacht Dendryphantes. De wetenschappelijke naam van de soort werd voor het eerst geldig gepubliceerd in 2000 door Wanda Wesołowska.